# Chionomesa lactea
Chionomesa lactea là một loài chim trong họ Trochilidae.

## Hình ảnh

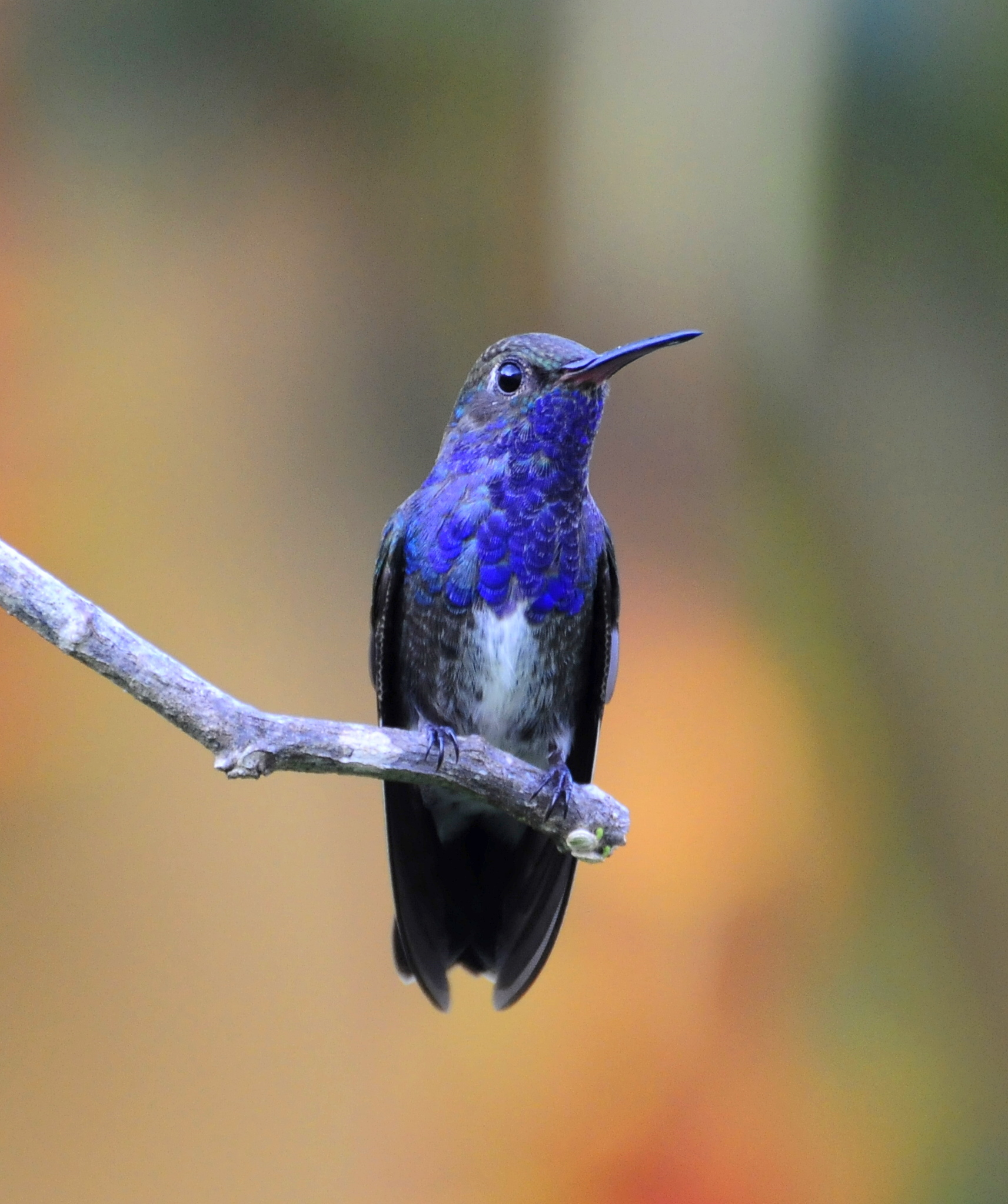
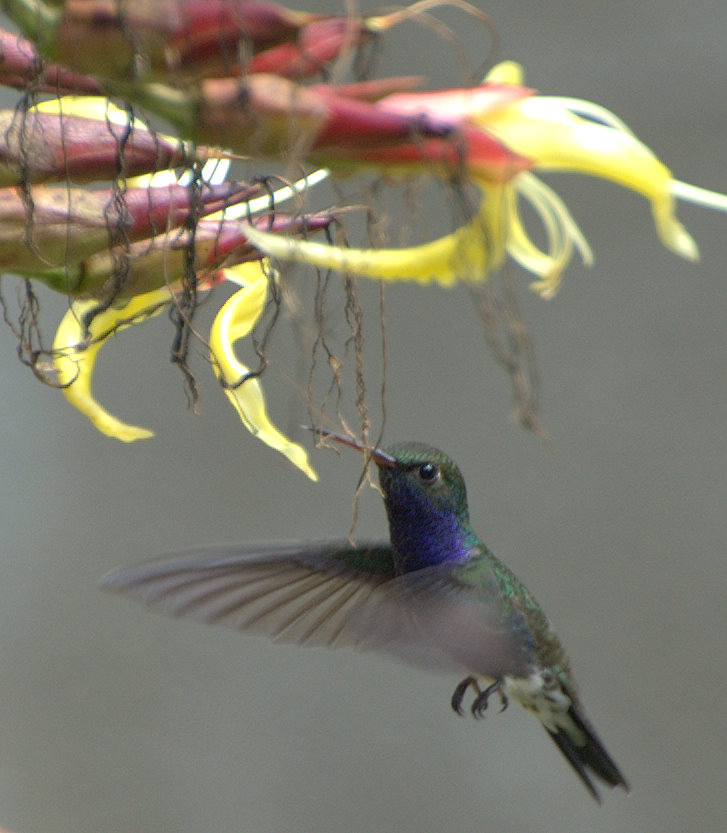
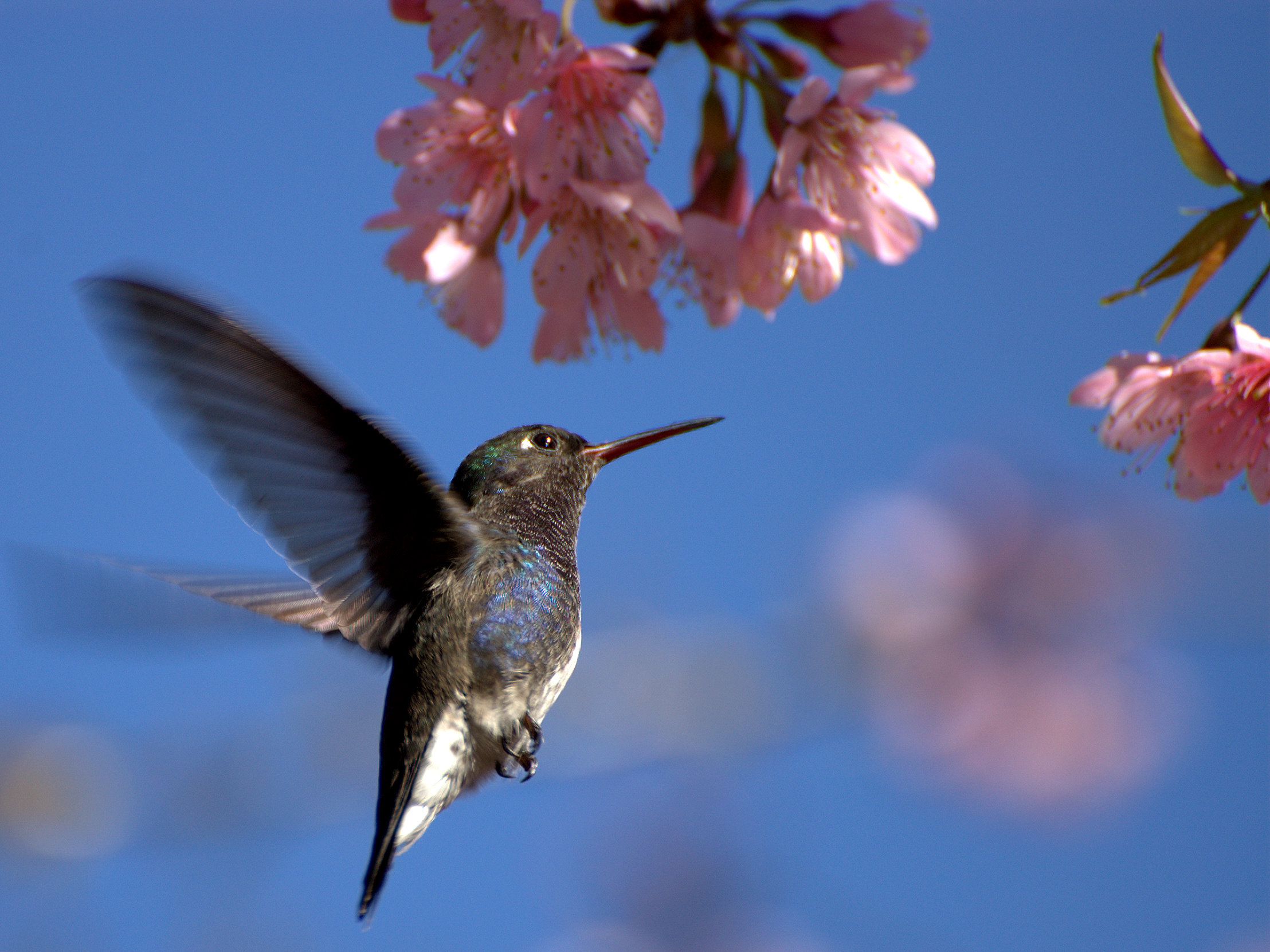